# Purwanegara (plaats)
Purwanegara is een bestuurslaag in het regentschap Banyumas van de provincie Midden-Java, Indonesië. Purwanegara telt 8769 inwoners (volkstelling 2010).